# Laura Gutman
Laura Gutman (nacida el 5 de junio de 1976, Montevideo, Uruguay) es una compositora, música y productora audiovisual uruguaya. Es la líder de la banda de rock Laura y los Branigan.

## Biografía
Laura Gutman es la menor de cuatro hermanos. Su madre, Susana Gutman, es una reconocida pianista, concertista y compositora. Su padre, Jorge Gutman, fue un ingeniero químico y empresario que dedicó mayormente su carrera a la industria lechera.

## Trayectoria
Desde los 12 años tomó clases de batería, impulsada por uno de sus hermanos. A los 15 años formó su primera banda para poder participar en la "Fête de la Musique", fiesta organizada por el Lycee Français al que asistía.[cita requerida]
Luego formó parte de la banda The Gift junto a amigos de otros colegios. A raíz de estas presentaciones conoce a quienes formarán parte de "Isterix".
Desde 1995 a 1998 integró Isterix, banda de rock femenino formada por Lil Cetraro (voz), Laura Noboa (guitarra), Mariana Mastrogiovanni (guitarra), Cecilia Plottier (bajo) y Laura Gutman (batería y voces).
En 1999 se suma a Exilio Psíquico durante unos meses en reemplazo del baterista Gustavo Etchenique. Durante este período comparte escenario con los músicos Orlando Fernández, Riki Musso, Popo Romano y Maximiliano Angelieri, entre otros.
A fines de ese año se suma como baterista a Buenos Muchachos, que acababa de lanzar el disco Aire rico. Junto a esta banda grabará los discos Dendritas contra el bicho feo (2001) y Amanecer Búho (2003).
A fines de 2003 se aparta de Buenos Muchachos en busca de hacer sus propias canciones, incursionando en la guitarra junto a Orlando Fernández. En febrero de 2005 se presenta en vivo por primera vez en este formato en Cheescake Records. A partir de allí crea la banda Laura y los Branigan, en ese entonces formada por Laura Gutman (guitarra y voz), Orlando Fernández (guitarra), Mario Davrieux (bajo) y Manuel Rilla (batería).
A partir de 2011 la formación de Laura y los Branigan está compuesta por: Laura Gutman (guitarra y voz), Manuel Rilla (guitarra), Mario Davrieux (bajo) y Manuel Souto (batería). La banda se ha presentado en diversos escenarios de nivel nacional, como la Sala Zitarrosa, la Sala Vaz Ferreira y La Trastienda, entre otros.

## Discografía
Como solista
- 2005, Álbum negro

En la banda Laura y los Branigan
- 2010, No me acordé de mirar
- 2015, La misión

## Premios y nominaciones
| Año  | Trabajo nominado                                           | Premio          | Categoría                   | Resultado                |
| ---- | ---------------------------------------------------------- | --------------- | --------------------------- | ------------------------ |
| 2005 | Buenos Muchachos. "He never wants to see you (once again)" | Premio Graffiti | Mejor tema del año          | Ganador[cita requerida]  |
| 2005 | Buenos Muchachos. "Amanecer Buho"                          | Premio Graffiti | Mejor álbum del año         | Ganador[cita requerida]  |
| 2011 | Laura y los Branigan "No me acordé de mirar"               | Premio Graffiti | Mejor álbum pop alternativo | Nominado[cita requerida] |